# Phyprosopus callitrichoides
Phyprosopus callitrichoides är en fjärilsart som beskrevs av Augustus Radcliffe Grote 1872. Phyprosopus callitrichoides ingår i släktet Phyprosopus och familjen nattflyn. Inga underarter finns listade i Catalogue of Life.

## Bildgalleri

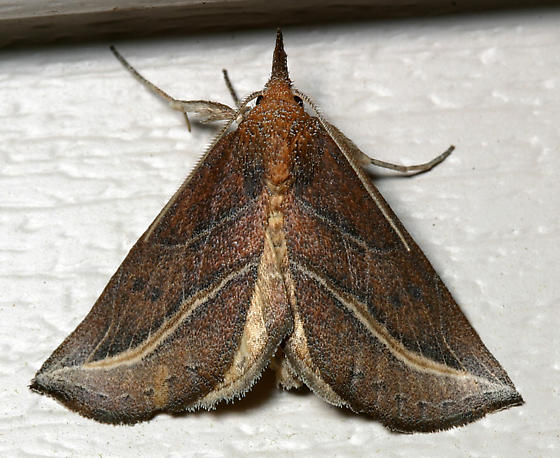